# Sonja Siljak-Yakovlev
Sonja Šiljak-Yakovlev (8 de septiembre de 1946) es una botánica, taxónoma y curadora franco-eslovena.
Posee un doctorado de estado, por la Universidad de París-Sur en evolución sistemática. Desarrolla sus actividades científicas y académicas como Directora emérita de Investigación en el CNRS.
Es especialista en la familia de las asteráceas, en citogenética, biología evolutiva y evolución del genoma vegetal. Es autora en la identificación y nombramiento de nuevas especies para la ciencia. A abril de 2016, posee un registro de especies nuevas para la ciencia, especialmente de la familia de las asteráceas, y con énfasis del género Crepis, publicando en la publicación científica Acta Botanica Croatica (véase más abajo el vínculo al IPNI).

## Algunas publicaciones
- Lorenzo Peruzzi, gianniantonio Domina, fabrizio Bartolucci, gabriele Galasso, simonetta Peccenini, francesco m. Raimondo, antonella Albano, sonja Siljak-Yakovlev, et al. 2015. An inventory of the names of vascular plants endemic to Italy, their loci classici and types. Phytoxa 196 (1): 1 - 217
- l.o. Tacuatiá, t.t. Souza-Chies, l. Eggers, sonja Siljak-Yakovlev, e.k. Santos. 2012. Cytogenetic and molecular characterization of morphologically variable Sisyrinchium micranthum (Iridaceae) in southern Brazil. Bot J Linn Soc 169: 350 - 364.
- faruk Bogunić, sonja Siljak-Yakovlev, edina Muratović, fatima Pustahija, safer Medjedović. 2011. http://link.springer.com/article/10.1007%2Fs13595-011-0019-9#/page-1 Molecular cytogenetics and flow cytometry reveal conserved genome organization in Pinus mugo and P. uncinata. Ann. of Forest Science 68: 179 - 187.
- S. GARCÍA, T. GARNATJE, J. PELLICER, E.D. DURANT MCARTHUR, SONJA SILJAK–YAKOVLEV, J. VALLES J. 2009. Ribosomal DNA, heterochromatin and correlation with genome size in diploid and polyploid North American endemic sagebrushes (Artemisia, Asteraceae). Genome 52: 1012 - 1024.
- simonetta Peccenini, s. Galluino, sonja Siljak–Yakovlev. 2003a. Studi citotassonomici sul genere Erysimum (Cruciferae). Inform. Bot. Ital. 35 (1): 129 – 131.
- ------------------------, o. robin, sonja Siljak–Yakovlev. 2003b. Rapport entre le niveau de ploïde et la quantité d’ADN dans le genre Erysimum (Cruciferae). Bocconea 16 (2): 663 – 667.
- ------------------------, sonja Siljak-Yakovlev. 2001. Notes cytotaxinomiques à propos du genre Erysimum (Cruciferae) en Italie nord–occidentale. Bocconea 13: 391–395.
- z. Slavnic, sonja Siljak-Yakovlev. 1972. Sur la variabilité morphologique de la première feuille de la plantule de Carpinus betulus L. Genetica 4 : 171 - 181.

- La abreviatura «Šiljak-Yak.» se emplea para indicar a Sonja Siljak-Yakovlev como autoridad en la descripción y clasificación científica de los vegetales.[6]
- La abreviatura «Siljak-Yak.» se emplea para indicar a Sonja Siljak-Yakovlev como autoridad en la descripción y clasificación científica de los vegetales.[7]